# Bernard Silverman

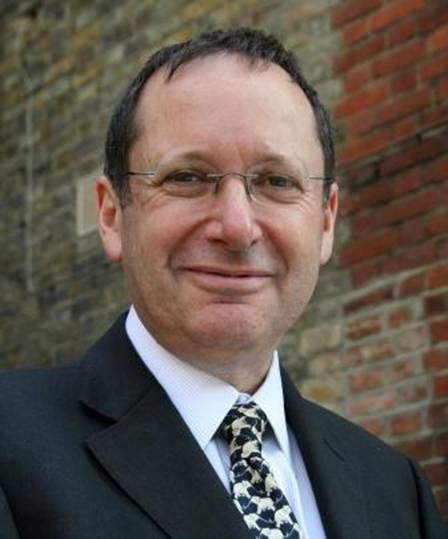
Bernard Silverman

Bernard Walter Silverman (* 22. Februar 1952) ist ein britischer Mathematiker, der sich mit mathematischer Statistik befasst.

## Leben
Silverman gewann eine Goldmedaille bei der Internationalen Mathematikolympiade. Er studierte ab 1970 an der Universität Cambridge (Jesus College) mit dem Bachelor-Abschluss 1973 (Teil 3 der Tripos 1974 mit Auszeichnung) und  wurde dort 1977 bei David George Kendall promoviert (Data Analysis, some theory and practice). 1976 erhielt er den Smith-Preis und er erhielt den Mayhew Preis der Universität. Nach seiner Promotion entwickelte er Taschenrechner bei Sinclair Radionics, war 1977 Junior Lecturer in Statistik in Oxford, 1978 Lecturer, 1980 Reader und 1984 Professor für Statistik an der University of Bath, an der er 1988 bis 1991 der Mathematikfakultät vorstand. 1993 wurde er Professor für Statistik an der University of Bristol (ab 1999 Henry Overton Wills Professor für Mathematik) und war dort 2000 bis 2003 Provost des Institute for Advanced Studies. 2003 bis 2009 war er Master des St. Peter’s College in Oxford. Ab 2010 forschte er dort am Wellcome Trust Centre for Human Genetics, der Smith School of Enterprise and the Environment und am Oford-Man Institute for Quantitative Finance.
2010 war er kurz Präsident der Royal Statistical Society, gab das aber auf, als er im selben Jahr Chief Scientific Advisor des Innenministeriums (Home Office) wurde. Er war im Rat der Universität Oxford und der Royal Society.
Er veröffentlichte zwei Bücher über funktionale Datenanalyse (statistische Analyse und Beschreibung zufälliger Kurven und Flächen aus diskreten Beobachtungsdaten).
1992 war er eingeladener Sprecher auf dem Europäischen Mathematikerkongress in Paris  (Function estimation and functional data analysis). 1989 erhielt er einen D.Sc. in Cambridge. Er ist Fellow der Royal Society (1997). Er erhielt die Guy Medal in Silber der Royal Statistical Society. Er ist Honorary Fellow des Jesus College in Cambridge und Mitglied der Academia Europaea (2001).
2000 wurde er als Priester der anglikanischen Kirche ordiniert (und vorher 1999 als Diakon). Er ist als Priester in den Diözesen Oxford und London zugelassen.

## Schriften (Auswahl)
- mit P. J. Green: Nonparametric Regression and Generalized Linear Models: A Roughness Penalty Approach. Chapman & Hall 1994
- mit J. O. Ramsay: Applied Functional Data Analysis: Methods and Case Studies. Springer-Verlag 2002
- mit J. O. Ramsay: Functional Data Analysis,  Springer-Verlag 1997, 2. Auflage 2005
- Density Estimation for Statistics and Data Analysis. Chapman & Hall 1986
- mit J. C. Vassilicos (Hrsg.): Wavelets: The Key to Intermittent Information?. Oxford University Press 2000.